# غريس لافي
غريس لافي (بالإنجليزية: Grace Levy)‏ هي عارضة بريطانية، ولدت في 14 ديسمبر 1989 في Titchfield ‏ في المملكة المتحدة.

## وصلات خارجية
- غريس لافي على موقع IMDb (الإنجليزية)